# اومنا (میشیگان)
اومنا (به انگلیسی: Omena) یک منطقهٔ مسکونی در ایالات متحده آمریکا است که در Leelanau County واقع شده‌است. اومنا ۱۸۴ متر بالاتر از سطح دریا واقع شده‌است.